# Altes Rathaus (Sprendlingen)
Das 1910 erbaute Rathaus in der Hauptstraße 17 von Dreieich-Sprendlingen ist ein unter Denkmalschutz stehendes Gebäude im südhessischen Landkreis Offenbach. Das im Heimatstil errichtete Gebäude bildet zusammen mit der benachbarten Stadtapotheke ein Bauensemble und wird heute als Geschäftshaus genutzt.

## Geschichte
Zusammen mit der Stadtapotheke wurde auch das für das Rathaus vorgesehene Gebäude in einem Planungswettbewerb ausgeschrieben. Aus den 45 eingereichten Entwürfen erhielten die Sprendlinger Architekten Georg Löffler und Heinrich Runkel den Zuschlag für das Ensemble, die 1908 mit der endgültigen Planung begannen. Im Frühjahr 1909 war Baubeginn, die Fertigstellung erfolgte 1910, die Einweihung fand am 21. August 1910 statt. Mit dem Bau des Ensembles in der Hauptstraße von Sprendlingen verlagerte sich das alte dörfliche Ortszentrum von der Erasmus-Alberus-Kirche mit dem Lindenplatz direkt an die für die Gemeinde wichtige Handelsstraße, die von Süden nach Offenbach und Frankfurt führte. Zugleich war das Rathaus für Jahrzehnte das höchste profane Gebäude in der Gemeinde.

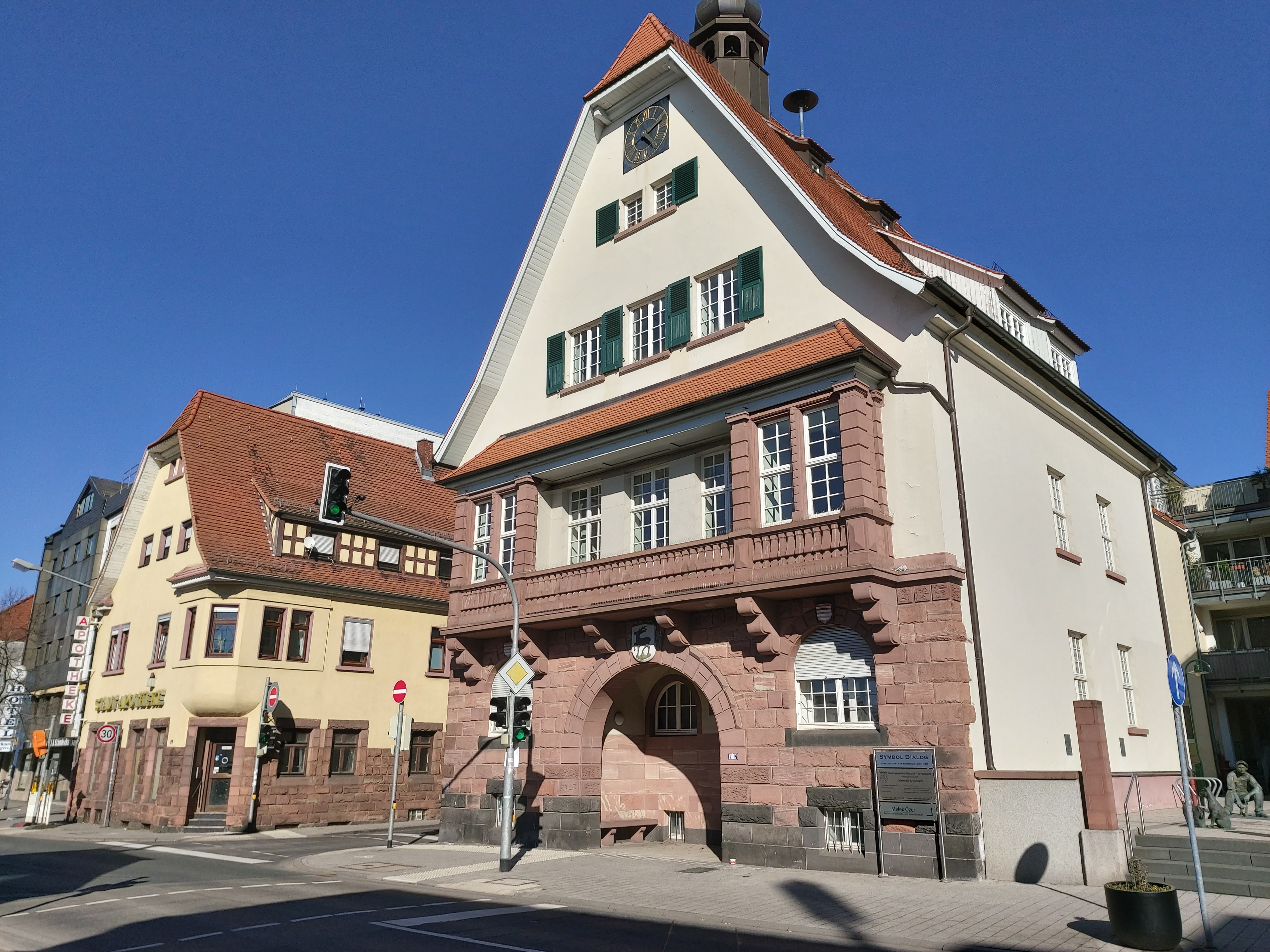
Ensemble Rathaus und Stadtapotheke in Dreieich-Sprendlingen

1935 erwarb die Gemeinde das benachbarte (und inzwischen abgerissene) „Gasthaus zum Engel“ und nutzte es als Erweiterungsbau. Den Zweiten Weltkrieg überstand das Gebäude ohne Schäden. In den Jahren nach 1965 erfolgten eine Erweiterung um einen Anbau hinter dem Rathaus und eine Modernisierung, bei der unter anderem die Fenster im Hausgiebel durch großflächige Aluminiumfenster ersetzt wurden.
Auch nach dem Zusammenschluss der Städte Sprendlingen und Dreieichenhain mit den Gemeinden Buchschlag, Götzenhain und Offenthal zur Stadt Dreieich am 1. Januar 1977 behielt das Rathaus seine zentrale Funktion. Der Bürgermeister und etwa die Hälfte der städtischen Ämter verblieben in der Hauptstraße. Im Jahr 1979 wurde an der Hauswand in der Rathausstraße eine Gedenktafel zur Erinnerung an die von den Nationalsozialisten während der Novemberpogrome 1938 zerstörte Sprendlinger Synagoge angebracht, die sich auf der gegenüberliegenden Straßenseite befunden hatte.
Mit dem Neubau und dem Umzug des Rathauses in die Hauptstraße 45 verlor das Gebäude seine bisherige Funktion. 2004 übergab die Stadt das Gebäude einschließlich des angrenzenden Grundstücks im Rahmen des Erbbaurechts an einen Investor. Dieser sanierte das Rathaus nach Maßgabe des Denkmalschutzes und vermietete es an die Stadt Dreieich, die es wiederum untervermietete. Zum 1. Januar 2022 wurde der Erbbaurechtsvertrag vorzeitig aufgehoben, und die Stadt Dreieich erhielt wieder die Verfügungsgewalt über das Gebäude.

## Beschreibung

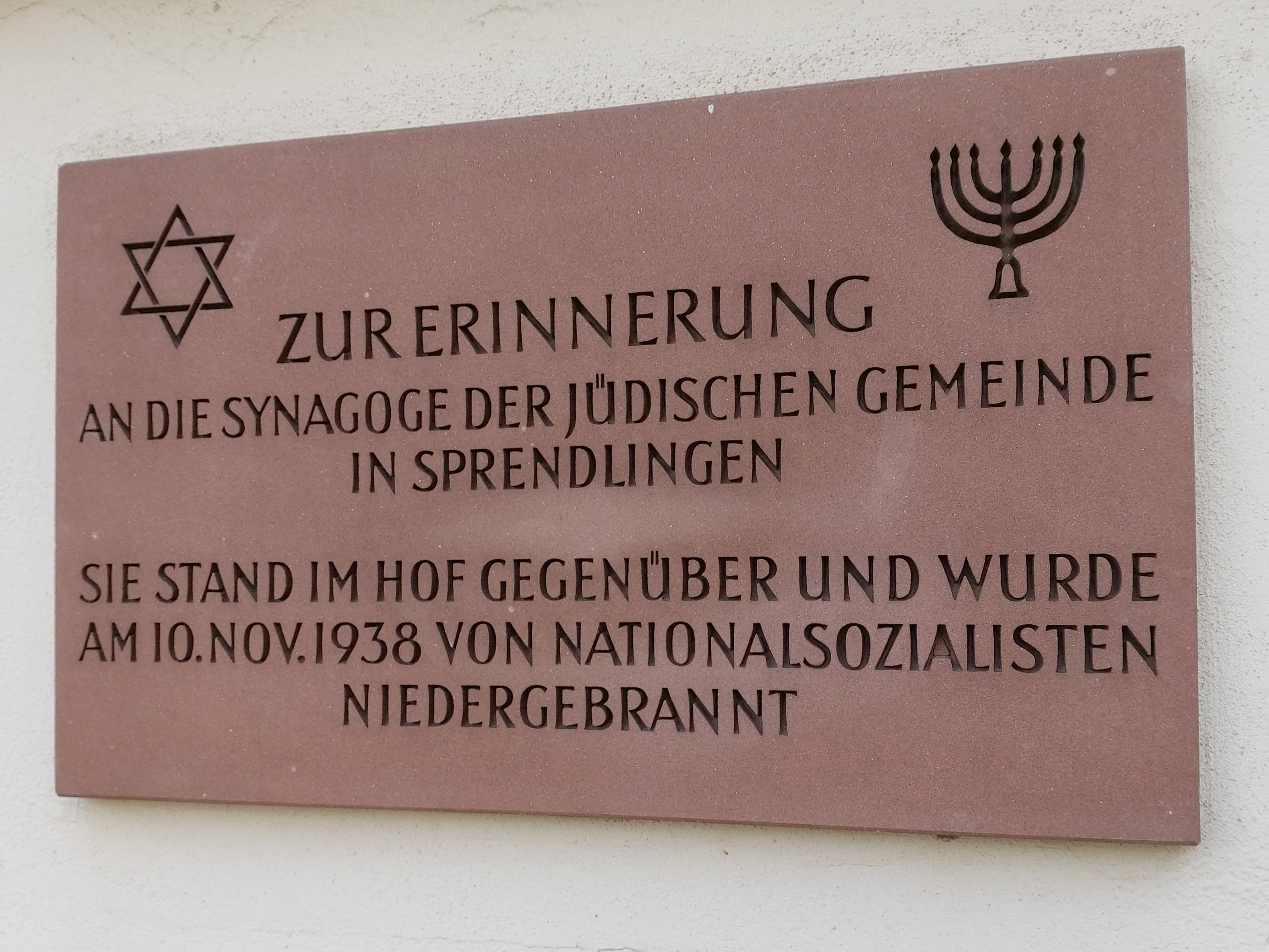
Gedenktafel zur Zerstörung der Synagoge 1938 am Alten Rathaus Sprendlingen

Für die städtebauliche Wirkung des Bauensembles von Rathaus und Stadtapotheke wurde eigens eine neue Straße – die heutige Rathausstraße – zwischen den beiden Grundstücken angelegt. Das giebelständige Rathaus hat zwei Stockwerke und darüber ein zweigeschossiges steiles Satteldach mit einer kleinen Krüppelwalm sowie einem Dachreiter mit Haubenlaterne. Im Vergleich zur Stadtapotheke sind die einzelnen Geschosse jedoch deutlich höher und auf Repräsentation ausgerichtet. Das Gebäude orientiert sich in Form und Details an historischen Vorbildern, Proportionen und Umriss wiederum sind Fachwerkbauten aus Seligenstadt nachempfunden und in zeitgenössischen Materialien gehalten.
Das Erdgeschoss ist giebelseitig auf der gesamten Breite und Höhe betont mit Sandsteinen verkleidet und umfasst ein großes Rundbogentor auf Konsolen. Das Obergeschoss trägt über fast die gesamte Gebäudebreite einen Erker mit dazwischen liegender Balustrade, der ebenfalls in Sandstein gehalten ist. Dort findet sich auch die namentliche Erwähnung der beiden Architekten mit dem Baujahr 1910. Die weitere Fassade ist verputzt. Unterstützt wird die Ensemblewirkung durch die gleiche Farbgestaltung von Rathaus und Apotheke. Unter Denkmalschutz gestellt wurde das Gebäude aus geschichtlichen, künstlerischen und städtebaulichen Gründen.